# Antoine Mille
Antoine Mille, né le 14 août 1997 à Toulouse (Haute-Garonne), est un footballeur français qui joue au poste de  milieu de terrain à l'ESTAC Troyes.

## Carrière professionnelle

### Club

#### Formation
Antoine Mille nait à Toulouse le 14 août 1997 et commence le football au TOAC à l'âge de 5 ans, avant d'intégrer les équipes de jeunes du Toulouse FC. À 14 ans, le TéFéCé ne le conserve pas dans son centre de formation, et il signe alors à l'Union sportive Colomiers football. Après une saison avec les U19 Nationaux, il rejoint l'équipe sénior de Colomiers pour la saison 2017-2018. Au début, il évolue principalement avec l'équipe réserve et l'équipe 3.

#### Débuts Senior en National 2
Mille fait ses débuts en National 2 avec Colomiers en janvier 2018, et participe à 5 matchs, dont 2 en tant que titulaire, durant la phase retour de la saison. Antoine Mille passe trois saisons supplémentaires en banlieue toulousaine, disputant 29 matchs de National 2, avec 3 passes décisives à son actif.

#### Découverte du National avec Bourg-en-Bresse
En 2021, il signe au Football Bourg-en-Bresse Péronnas 01, club fraîchement relégué de Ligue 2, sous la direction d'Alain Pochat. Lors de sa première saison en National, il devient un élément essentiel, disputant 25 matchs et contribuant à la 6ẽme place de son équipe,. La saison suivante, il confirme son statut de joueur cadre avec 32 matchs joués, 5 buts et 3 passes décisives, malgré la relégation de l'équipe en National 2.

#### Confirmation à Châteauroux
En 2023, Antoine Mille rejoint La Berrichonne de Châteauroux, à la demande de l’entraîneur Olivier Saragaglia,. Durant la saison 2023-2024, il s'illustre avec 4 buts et 7 passes décisives en 32 matchs, soit une contribution directe à près de 27 % des buts de son équipe,. Mille participe également au bon parcours de Châteauroux en Coupe de France, avant une élimination en 32es de finale.

#### Pau FC
Antoine Mille réalise son rêve de devenir professionnel avec son transfert au Pau Football Club au début de la saison 2024-2025. Mille découvre ainsi la Ligue 2 à l'âge de 27 ans, et s'installe progressivement dans le groupe professionnel. Sa polyvalence et sa vision de jeu font de lui un atout important pour l’équipe.

#### ESTAC Troyes
Le 30 juillet 2025, Mille s’engage pour trois à l'ESTAC Troyes en provenance du Pau FC.

## Vie personnelle
Supporter de l'AS Monaco, Antoine Mille a suscité l'attention en janvier 2024 après avoir raté une panenka lors d'une séance de tirs au but en Coupe de France. Cet épisode, lui a valu d'être critiqué sur les réseaux sociaux,.